# Estación de Pantoja y Alameda
Pantoja y Alameda, denominada inicialmente Alameda y Cobeja, fue una estación de ferrocarril situada en el municipio español de Pantoja, en la provincia de Toledo, aunque también prestaba servicio a los municipios de Alameda de la Sagra y Cobeja. La estación, que estuvo operativa entre 1879 y 1988, pertenecía a la línea Madrid-Ciudad Real. En la actualidad se encuentra abandonada y parcialmente desmantelada.

## Historia
La estación fue levantada originalmente como parte de la línea Madrid-Ciudad Real, de ancho ibérico. Dicha línea fue construida por la Compañía de los Caminos de Hierro de Ciudad Real a Badajoz (CRB) e inaugurada en 1879, si bien un año después pasaría a manos de la compañía MZA después de que esta se anexionase a la CRB. El complejo ferroviario de Pantoja y Alameda contaba con un edificio de viajeros de dos plantas, un muelle de carga cubierto y varias vías de servicio.  En 1920 se instaló en las cercanías una factoría de la Cerámica Sociedad Minera «La Sagra». La empresa construyó un ferrocarril industrial que llegaba hasta el muelle de mercancías de la estación de Pantoja y Alameda, permitiendo el movimiento de mercancías desde la factoría.
En 1941, con la nacionalización de los ferrocarriles de ancho ibérico, las instalaciones pasaron a manos de RENFE. Hacia comienzos de la década de 1980 las instalaciones perdieron importancia y fueron reclasificadas como un mero apartadero con personal ferroviario. En enero de 1988 se clausuró la estación y la mayor parte de la línea Madrid-Ciudad Real debido a la construcción del Nuevo Acceso Ferroviario a Andalucía. La vía fue levantada y las instalaciones quedaron abandonadas, fuera de servicio. En la actualidad la estación se encuentra en mal estado de conservación.